# Präsidentschaftswahl in Sambia 2008
Die Präsidentschaftswahl in Sambia 2008 fand am 30. Oktober statt. die Wahl war eine vorgezogene Direktwahl des sambischen Präsidenten, da der Amtsinhaber Levy Mwanawasa am 19. August 2008 im Amt verstorben war. Nach der sambischen Verfassung wurde damit eine Neuwahl innerhalb von 90 Tagen notwendig. 
Der 71-jährige Rupiah Banda ging mit knappen Vorsprung vor seinem gleichaltrigen Konkurrenten Michael Sata als Sieger aus der Wahl hervor.

## Vorgeschichte

### Tod von Präsident Mwanawasa
Die letzte Präsidentschaftswahl am 28. September 2006 hatte Amtsinhaber Levy Mwanawasa vom Movement for Multi-Party Democracy (MMD) mit knapp 43 Prozent der Stimmen gewonnen. Schon bei seinem Amtsantritt am 3. Oktober 2006 war Mwanawasa nicht vollständig gesund. Bereits am 1. April 2006, etwa ein halbes Jahr vor der Präsidentschaftswahl, war er zur medizinischen Behandlung nach London ausgeflogen worden, wo ein kleinerer Schlaganfall diagnostiziert worden war. Im Juni 2008 flog der 59-jährige Mwanawasa zu einer Konferenz der OAU in Scharm asch-Schaich in Ägypten. Er wollte als amtierender Vorsitzender der Entwicklungsgemeinschaft des südlichen Afrika (SADC) an der Konferenz teilnehmen. Dazu kam es jedoch nicht mehr, da er am Vorabend der Konferenz am 29. Juni 2008 einen erneuten Schlaganfall erlitt. Er wurde nach Frankreich ausgeflogen, wo er im Militärkrankenhaus Percy in Clamart bei Paris behandelt wurde. Nach etwa eineinhalb Monaten Behandlung verstarb er dort am 19. August 2008.
Nach den Bestimmungen der Verfassung übernahm Vizepräsident Rupiah Banda die Amtsgeschäfte, allerdings nur kommissarisch, da nach der Verfassung eine Neuwahl innerhalb von 90 Tagen vorgesehen war. Als Wahltermin wurde der 30. Oktober 2008 festgelegt. 

### Kandidatenauswahl vor der Wahl
Die kurze Zeit bis zur Wahl, die noch durch eine dreiwöchige offizielle Staatstrauer verkürzt wurde, setzte sowohl die Regierungspartei MMD, als auch die Oppositionsparteien unter erheblichen Zeitdruck. Der verstorbene Präsident hatte keinen potentiellen Nachfolger designiert, und es meldeten neben Banda mehrere weitere MMD-Funktionäre ihre parteiinterne Kandidatur an, darunter Finanzminister Ng'andu Magande, Innenminister Ronnie Shikapwasha und Ex-Vizepräsident Nevers Mumba. Letztlich wurde die Kandidatur parteiintern zwischen Banda und Magande entschieden. Banda konnte diesen Wettstreit für sich entscheiden, auch weil er während seiner Zeit als Vizepräsident ein Netzwerk von Vertrauenspersonen im MMD aufgebaut hatte und als geschäftsführender Übergangspräsident die Berichterstattung in den staatlichen Medien in seinem Sinne beeinflussen konnte. Er galt als Kandidat des MMD-Parteiestablishments.
Als Bandas Hauptkonkurrent kristallisierte sich in Kürze Michael Sata, der Parteiführer der Patriotic Front (PF) heraus. Die Patriotic Front war bei ihrer Gründung 2001 eine Partei, die vorwiegend in den Bemba-sprachigen Gebieten auf Stimmenfang ging. Bis zu den Wahlen 2006 baute sie Sata zu einer Partei aus, die in ganz Sambia in populistischer Manier die Sentiments der arbeitenden und unterprivilegierten Bevölkerung in den städtischen Regionen ansprach. Sata führte einen polarisierenden Wahlkampf und schürte die Ressentiments, die in Sambia zum Teil gegenüber ausländischen, vor allem chinesischen Investoren bestanden. Unter dem Druck der populistischen Agitation von Satas Patriotic Front sah sich die MMD-Regierung genötigt, Sondersteuern auf Kupfer und eine Erhöhung der Mineralien-Lizenzgebühren einzuführen.
Nach dem Tod Mwanawasas wurde dessen Amtszeit in den sambischen Medien ganz überwiegend positiv bewertet. Insbesondere wurde dessen entschiedenes Auftreten gegen Korruption und seine geordnete Regierungsführung, sowie der moderate wirtschaftliche Aufschwung, den es aufgrund der steigenden Kupfer-Weltmarktpreise gegeben hatte, gelobt. Da es kurz vor Mwanawasas Tod zu einer politischen und persönlichen Annäherung zwischen diesem und Sata gekommen war, versuchte Sata, sich als politischen Erben Mwanawasas zu inszenieren. Dies gelang jedoch nur sehr unvollständig. Beispielsweise wurde ihm die Teilnahme an der Begräbnisfeier durch die ehemalige First Lady Maureen Mwanawasa untersagt. Auf der anderen Seite präsentierte sich Rupiah Banda unter dem Wahlkampfslogan „For Continuity“ („Für Kontinuität“) als der von Mwanawasa ausgewählte natürliche Nachfolger.

### Wählerregister
Seit der letzten Wählerregistrierung 2005 im Vorfeld der Wahlen 2006 hatte die Wahlkommission die durch das Wahlgesetz eigentlich vorgeschriebene kontinuierliche  Registrierung von Neuwählern aufgrund von Ressourcenmangel nicht durchgeführt. Aufgrund der engen Zeitvorgaben erklärte die Wahlkommission, dass die Präsidentschaftswahl auf Basis des Wählerregisters von 2005 durchgeführt werden müsse, da die Zeit für eine Aktualisierung des Wählerregisters fehle. Es wurde geschätzt, dass dadurch etwa 500–600.000 Personen, die zwischen 2005 und 2008 das Wahlalter von 18 Jahren erreicht hatten, von der Wahl ausgeschlossen waren. Außerdem hatten seit 2005 mindestens 200.000 Personen ihren Wohnort gewechselt und konnten sich am neuen Wohnort nicht registrieren. Im Wählerregister für die Wahl 2008 waren 3.944.136 Personen registriert. Seit 2006 waren etwa 3000 hinzugekommen, die bei der letzten Wahl zwar registriert waren, aber aus verschiedenen verfahrenstechnischen Gründen nicht hatten wählen können. Nach den demographischen Schätzungen des zentralen Statistikamts Sambias gab es im Jahr 2008 in Sambia 6.272.140 Personen im Wahlalter. Damit waren etwa 63 % der potentiell Wahlberechtigten im Wählerregister enthalten.

### Kandidatennominierungen
Vom 23. bis 26. September 2008 konnten Kandidatennominierungen eingereicht werden. Vier Kandidaten wurden nominiert. Viele kleine Oppositionsparteien nominierten keinen eigenen Kandidaten, sondern riefen zur Wahl Rupiah Bandas auf.
| Kandidat           | Unterstützende Partei | Unterstützende Partei                        |
| ------------------ | --------------------- | -------------------------------------------- |
| Rupiah Banda       |                       | Movement for Multi-Party Democracy (MMD)     |
| Michael Sata       |                       | Patriotic Front (PF)                         |
| Hakainde Hichilema |                       | United Party for National Development (UPND) |
| Godfrey Miyanda    |                       | Heritage Party (HP)                          |

Spitzenkandidaten der drei großen Parteien
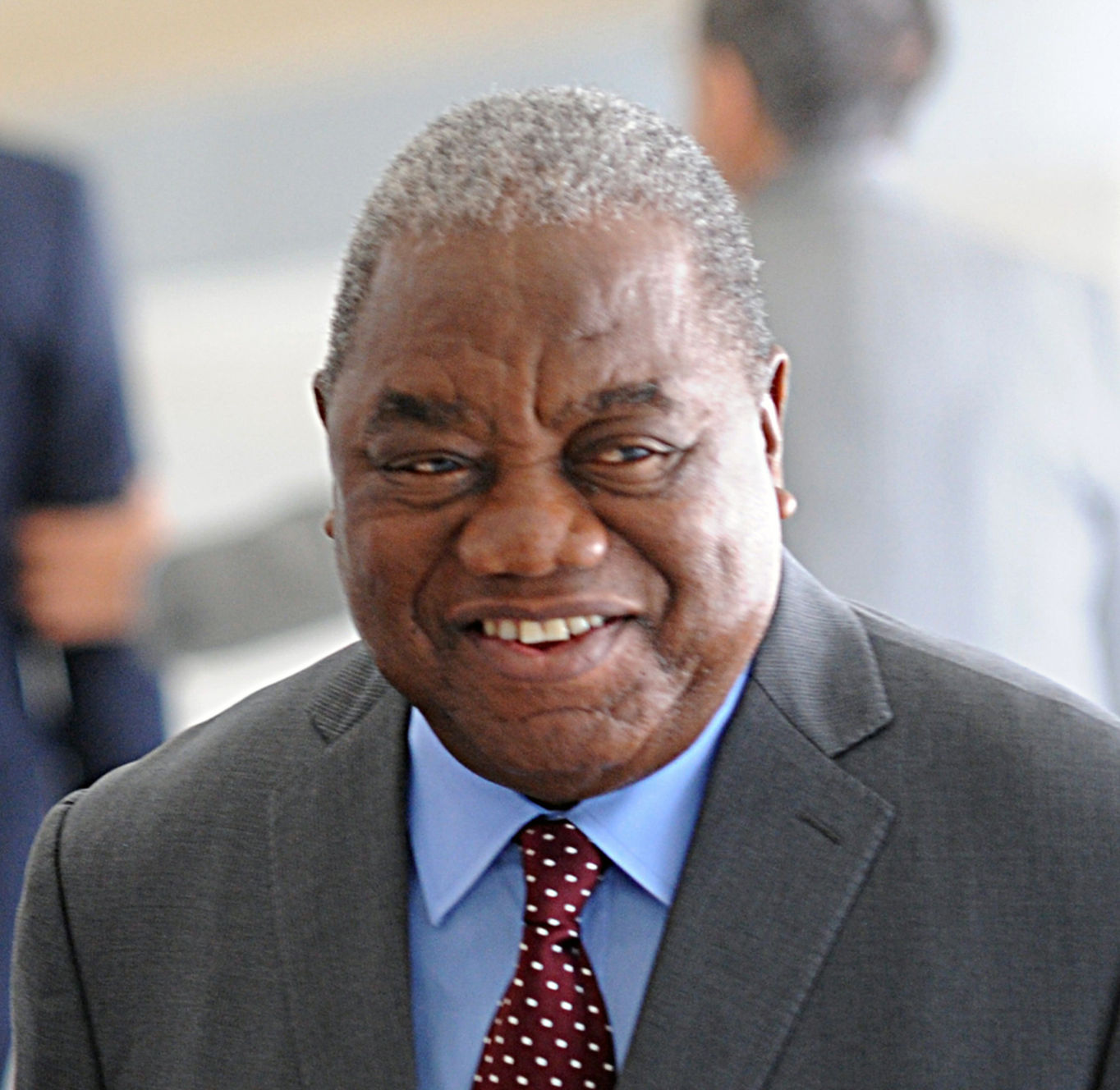
Rupiah Banda, geschäftsführender Präsident (MMD)
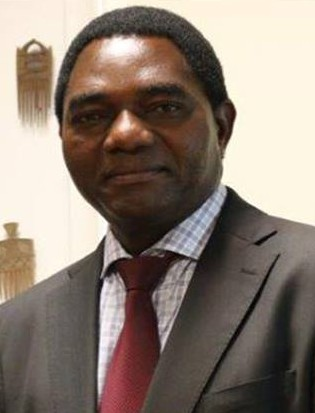
Hakainde Hichilema (UPND)
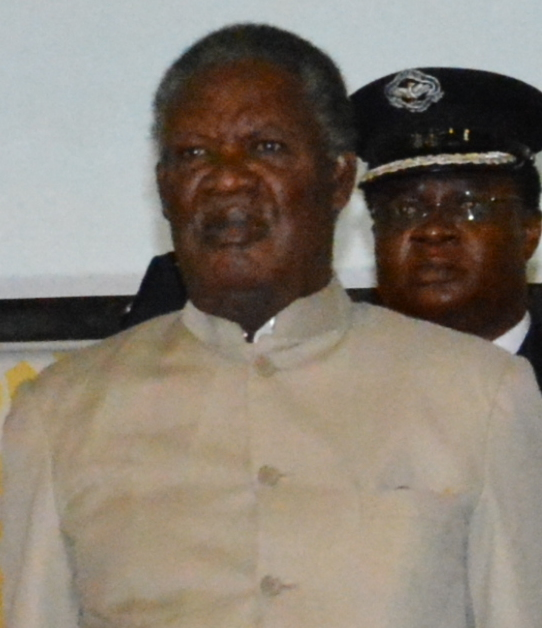
Michael Sata (PF)

## Wahlkampf
Der Wahlkampf verlief im Allgemeinen friedlich und geordnet. Die Versammlungsfreiheit war nach dem Urteil von ausländischen Wahlbeobachtern nicht eingeschränkt. Die öffentlichen Wahlkampfaktivitäten wurden eher unauffällig und mediengetrieben durchgeführt als auf der Straße. Die beiden Hauptkandidaten tourten durch das Land und hielten Kundgebungen ab. In den zwei Tagen vor dem Wahltermin kam es vermehrt zu handgreiflichen Auseinandersetzungen. Die Medien konzentrierten sich in ihrer Berichterstattung auf die beiden Hauptkandidaten Banda und Sata. Das staatliche Radio und Fernsehen ZNBC berichtete in einseitiger Weise im Sinne der Regierung und unterstützte im Allgemeinen Rupiah Banda. Das private Fernsehunternehmen Muvi TV, dass die Hauptinformationsquelle im Raum Lusaka und Umgebung darstellte, unterstützte Sata. Die verschiedenen Printmedien unterstützten zum Teil die Regierung und zum Teil die Opposition.
Der Wahlablauf wurde durch Dutzende zivilgesellschaftliche Nichtregierungsorganisationen überwacht. Am Wahltag gab es keine größeren Unregelmäßigkeiten.

## Ergebnis
Als Basis für die Auszählung dienten die 150 Wahlkreise. Die Wahlkommission begann mit der Bekanntgabe von Teilergebnissen am 31. Oktober 2008. Die Ergebnisse aus den letzten beiden Wahlkreisen wurden am Nachmittag des 2. November 2008 bekanntgegeben. Da zunächst die Ergebnisse der städtischen Wahlkreise bekanntgegeben wurden, lag Oppositionskandidat Sata zwei Tage lang in Führung. Erst als zunehmend ländliche Wahlkreise ausgezählt wurden, übernahm Banda ab dem 130. ausgezählten Wahlkreis die Führung.
Letztlich gewann Rupiah Banda mit 40,09 Prozent der Stimmen knapp vor seinem Hauptkonkurrenten Michael Sata, der 38,13 Prozent erhielt. Banda erhielt nur ungefähr 35 000 Stimmen mehr als Sata. Hakainde Hichilema gewann 19,7 Prozent und war vor allem in der Südprovinz erfolgreich. Der vierte Kandidat Godfrey Miyanda von der Heritage Party landete mit 0,76 Prozent weit abgeschlagen. Von den 3,94 Millionen registrierten Wählern gaben 1,79 Millionen (45,4 %) ihre Stimme ab. Im Vergleich zu den Wahlen 2006 war die Wahlbeteiligung um 25 Prozentpunkte gesunken. Zwischen 5 und 10 Prozent des Rückgangs wurden auf Wähler zurückgeführt, die seit 2006 ihren Wohnsitz gewechselt hatten und deshalb nicht vor Ort wählen konnten, und auf mittlerweile verstorbene Wähler, die noch im Wählerregister enthalten waren.
| Ergebnisse der Präsidentschaftswahl 2008 | Ergebnisse der Präsidentschaftswahl 2008 | Ergebnisse der Präsidentschaftswahl 2008 | Ergebnisse der Präsidentschaftswahl 2008 | Ergebnisse der Präsidentschaftswahl 2008 |
| Kandidat                                 | Partei                                   | Partei                                   | Stimmen                                  | Prozent                                  |
| ---------------------------------------- | ---------------------------------------- | ---------------------------------------- | ---------------------------------------- | ---------------------------------------- |
| Rupiah Banda                             |                                          | Movement for Multiparty Democracy        | 718 359                                  | 40,09 %                                  |
| Michael Sata                             |                                          | Patriotic Front                          | 683 150                                  | 38,13 %                                  |
| Hakainde Hichilema                       |                                          | United Party for National Development    | 353 018                                  | 19,70 %                                  |
| Godfrey Miyanda                          |                                          | Heritage Party                           | 13 683                                   | 0,76 %                                   |
| Gültige Stimmen                          | Gültige Stimmen                          | Gültige Stimmen                          | 1 768 210                                | 98,68 %                                  |
| Ungültige Stimmen                        | Ungültige Stimmen                        | Ungültige Stimmen                        | 23 596                                   | 1,32 %                                   |
| Gesamt                                   | Gesamt                                   | Gesamt                                   | 1 791 806                                | 100,00 %                                 |
| Wahlbeteiligung                          | Wahlbeteiligung                          | Wahlbeteiligung                          | Wahlbeteiligung                          | 45,43 %                                  |
| Quelle: Electoral Commission of Zambia   |                                          |                                          |                                          |                                          |

Wahlkreismehrheiten

Schon zwei Stunden nach Bekanntgabe des offiziellen Wahlergebnisses wurde der erklärte Wahlgewinner Banda am 2. November 2008 für das Präsidentenamt vereidigt. Dies wurde von Wahlbeobachtern kritisiert, da damit wenig Möglichkeiten des Einspruchs gegen die Wahl gegeben waren. Nach der Verfassung hatte die Vereidigung innerhalb von 24 Stunden nach Bekanntgabe des Endergebnisses zu erfolgen.